# Cascajal Uno
Cascajal Uno är en ort i Mexiko.   Den ligger i kommunen Jesús Carranza och delstaten Veracruz, i den sydöstra delen av landet, 500 km öster om huvudstaden Mexico City. Cascajal Uno ligger 20 meter över havet och antalet invånare är 239.
Terrängen runt Cascajal Uno är platt. Runt Cascajal Uno är det ganska glesbefolkat, med 29 invånare per kvadratkilometer. Närmaste större samhälle är Venustiano Carranza, 14,3 km norr om Cascajal Uno. Omgivningarna runt Cascajal Uno är en mosaik av jordbruksmark och naturlig växtlighet.